# Горлаго
Горлаго (итал. Gorlago) — коммуна в Италии, находится в регионе Ломбардия, подчиняется административному центру Бергамо.
Население составляет 4860 человек, плотность населения составляет 874 чел./км². Занимает площадь 5,56 км². Почтовый индекс — 24060. Телефонный код — 035.
Покровителем коммуны почитается святой мученик Панкратий Римский, празднование 12 мая.